# Papir Oxirinc 1224
El Papir Oxirinc 1224 és un fragment de papir que podria haver format part d'un evangeli o d'una col·lecció de paraules o dites de Jesús a l'estil de l'Evangeli de Tomàs. Conté només tres sentències atribuïdes a Jesús. Les dues primeres són semblants, respectivament a Mateu 5,44 i Lluc 9,50. En canvi, la tercera no es troba en els evangelis canònics: «[El qui avui] és lluny, demà serà [a prop teu]».